# ラジアップ
『ラジアップ Friday』（ラジアップ フライデー）は、2012年4月2日から2019年9月27日まで福井エフエム放送（FM福井）で放送されているラジオ番組である。

## 概要
『ラジアップ』（月曜 - 木曜版）、『ラジアップ Friday』（金曜版）のタイトルで放送を開始。

かつて放送していた月曜 - 木曜版は男性目線、金曜版は女性目線から日常に役立つ様々な内容を発信する情報番組である。

月曜 - 木曜版と金曜版でパーソナリティと放送時間が異なり、それぞれ独自の内容で放送していた。
前番組（『Bloomin'』）に引き続き自社制作番組だが、2015年3月31日をもって月曜 - 木曜版の放送が終了。

同年4月1日よりジャパンエフエムネットワーク（JFNC）製作番組（『デイリーフライヤー』・『face』）のネット受けに変更された。

以後金曜のみの放送となり、現在に至る。

2015年度に公式サイトに記載されていた番組コンセプトは、「つながる、ひろがる」。
2019年9月27日の放送をもって、番組終了。7年半の放送に幕を降ろした。

## 放送時間
- 放送開始 - 2015年3月：毎週月曜 - 木曜 13:00 - 14:55、毎週金曜 13:00 - 16:55
  - 2015年4月 - 2019年9月：毎週金曜：13:00 - 16:55

## パーソナリティ

### 現在
- いのうえようこ - 2015年10月2日 - 2019年9月27日
  - 敦賀市[3]在住。2児（1男1女）の母親でもある。

### 過去
- 堀謙[4]（月曜 - 木曜） - 放送開始 - 2015年3月31日
- 西尾ヨシユキ（月曜 - 木曜） - 2015年3月30・31日

本番組のディレクターで、月曜 - 木曜版では堀とのコンビで様々なコーナー（後述）に登場しており、公式サイトでもしばしば紹介されていた。最終回を含めたラスト2回に堀とのダブルパーソナリティで全編に出演。
- 増田靖子（金曜） - 放送開始 - 2014年9月26日
- 佐々木愛（金曜） - 2014年10月3日 - 2015年9月25日

## レポーター

### 現在
- 加藤美智子 - 2015年9月4日 - 2019年9月27日

### 過去
- 小林順子 - 放送開始 - 2014年7月25日
- 川島麻柚 - 2014年8月1日 - 2015年8月25日

## タイムテーブル・コーナー
一例として、2016年2月5日放送分のものを記す。

放送日によって時間は前後する。

コーナーの合間にテーマ・フリーメッセージの紹介やいのうえのフリートーク、曲がオンエアされる。

『Bloomin'』時代から引き継いでいるコーナーが多い。

### 放送終了まで
- 13:00 - オープニング、メッセージテーマ発表
- 13:33 - 福井ヤナセ presents タウンクルージング（パート1）
  - レポーターがテーマに沿って県内の様々な場所からレポートする中継コーナーで、パート1・2共テーマはコーナー前にレポーターから予告される。
  - レポートカーはコーナースポンサー（福井ヤナセ）から提供された車両[9]が使用されており、コーナー冒頭及び公式サイトで紹介されている。
- 13:55 - FM福井ニュース
- 14:00 - ジホリク
  - 「ジホウ（時報）リクエスト」の略で、14・15・16各時の時報後にリスナーからのリクエスト曲をメッセージと共に1曲オンエアする。
- 14:15 - JFNラジオショッピング
- 14:35 - FM福井ヘビーローテーション
- 14:55 - MY OLYMPIC α
  - 2015年10月2日 - 。TOKYO FM制作、JFN系列全国ネット番組。詳細はリンク先を参照。
- 15:00 - ジホリク
- 15:39 - あにまる！花まる！三重丸！[10]
  - 事前収録。大門動物病院の大門院長がリスナーから寄せられたペットに関する疑問・質問に対して、共に楽しく暮らせる様に様々な知識やアドバイスをしてくれるコーナー。
- 15:55 - FM福井ニュース
- 16:00 - ジホリク
- 16:05 - ワインエトセトラ
  - コーナースポンサー（ヤスブン）所属のワインアドバイザーがおすすめのワイン[11]を紹介するコーナーで、実際にテイスティングしたいのうえが感想をコメントする。
- 16:20 - 福井ヤナセ presents タウンクルージング（パート2）
  - パート1と別のテーマ、別の場所から中継する。
- 16:41 - クロストーク
  - 番組案内を兼ねて、次枠番組『POWER STATION HOT40』のパーソナリティ（松川秀仁・白木裕子）とのクロストークを行う。
  - いのうえはものまねしながらのコメントを2人に求めることがある。
- 16:49 - エンディング

### 不定期
- 週末お出かけ情報

週末の予定がまだ決まっていないリスナーに向けて、いのうえが県内で行われるイベントを紹介するコーナー。

### 以前に放送されたコーナー
- わだかまりん（月曜）

D西尾の自慢話に「わだかまり」を感じた堀が、負け惜しみのセリフを精一杯吐くものの結局は西尾が羨ましくなって真似をしてしまう…というテンプレ通りに進行する小劇場コーナー。

- 30のあなた（火曜）

2015年4月 - 12月までの期間限定コーナー。

FM福井開局30周年にちなみ、「30」という数字にこだわった堀が様々な話題を紹介するコーナー。
- つくりびと（火曜）

上記「30のあなた」終了後に開始。

堀が県内の様々な伝統産業に従事する人々にインタビューし、「ものづくり」に対する想いを紹介するコーナー。事前収録。

- わだかまりんスクールデイズ（水曜）

タイトル通り、上記「わだかまりん」の高校生バージョンで「ラジアップ 連続ドラマ劇場」と銘打っていた。

同じくD西尾の自慢話からテンプレ通りに進行する。

最終回で2人共、無事に卒業を迎えた。
- パティシエ男子 ベイカー男子（木曜）

「男だってお菓子作り・パン作りを楽しみたい！」がキャッチフレーズ。

堀が作ったお菓子・パンを、「アイアン試食人」と称する県内在住のプロの調理人に試食してもらい、星3段階中で採点してもらうコーナー。

プロの目線で試食するので素人の堀相手でも容赦がなく、厳しい評価になる事が多い。

コーナー冒頭にレシピを紹介し、堀がご満悦になっている時にアイアン試食人が「ちょっと待った！それ、ホントにおいしいの？」とコメントしながら登場するのがお約束となっている。

このコーナーのみ、堀の新番組『大人めがね』に引き継がれた。
- WALK MEN（月曜 - 木曜）

堀とD西尾が県内の様々な街へ出向き、2人がただひたすらしゃべりながら歩くだけのコーナー。事前収録。

出向く街は週替わりだが冒頭軽く紹介する程度で、歩く途中でたまたま発見した店の看板などにツッコミを入れつつ、そこから2人の思い出話に発展するという内容が放送時間の殆どを占めている。

「WALK MEN」というタイトルにもかかわらず、堀の自宅前やFM福井のスタジオから一歩も歩かずにただしゃべるだけという事すらあった。

月曜 - 木曜版の人気コーナーで放送中にリスナーからの反響やツッコミのメールも多かったのだが、番組審議委員会からは辛口な評価を受けていた。
- リクエストコーナー（月曜 - 木曜）

番組後半にリクエストコーナーを設けており、リクエスト曲をバックに時間の許す限りリスナーからのメッセージを紹介していた。

メッセージが多く紹介しきれない場合はラジオネームだけでも紹介していた。
- つくりびと シーズン2（金曜、2015年10月2日 - 12月25日）

上記、月曜 - 木曜版末期に放送されていたコーナーが「シーズン2」として金曜版に復活。同じく事前収録で、インタビュアーは引き続き堀が担当していた。